# Gold Coast Bulletin

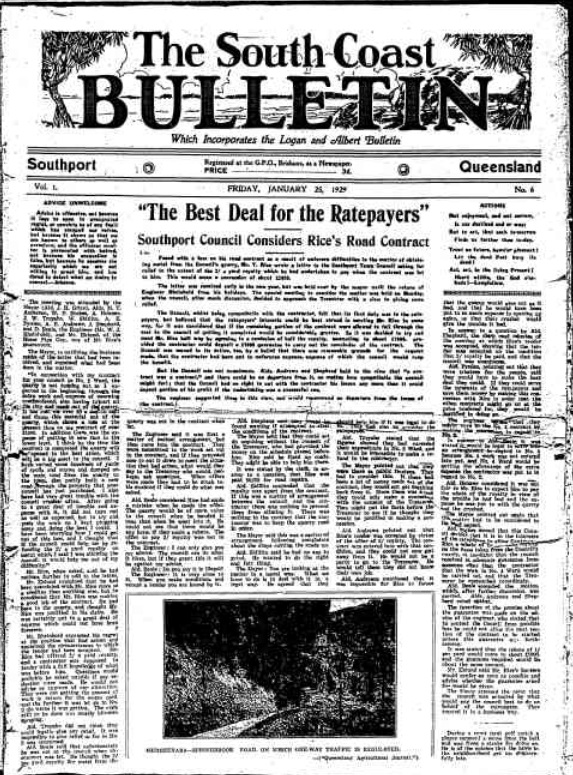
Première page du The South Coast Bulletin, édition du 25 janvier 1929.

Le Gold Coast Bulletin est un quotidien régional australien publié pour la région de Gold Coast. Il est sous la propriété de News Corp Australia.

## Histoire
Fondé par Patrick Joseph McNamara en 1885, le journal s'appelait tout d'abord The Southern Queensland Bulletin.